# Роберто Торес
Роберто Торес (6. април 1972) бивши је парагвајски фудбалер.

## Репрезентација
За репрезентацију Парагваја дебитовао је 1996. године.

## Статистика
| Парагвај | Парагвај | Парагвај |
| Год.     | Ута.     | Гол.     |
| -------- | -------- | -------- |
| 1996     | 1        | 0        |
| Укупно   | 1        | 0        |